# REG3A
پروتئین ۳ آلفا بازسازی‌کنندهٔ مشتق از جزایر لوزالمعده (به انگلیسی: Regenerating islet-derived protein 3 alpha) یک پروتئین ۲۳ پپتیدی است که در انسان توسط ژن «REG3A» کُدگذاری می‌شود.
این مولکول، یک پروتئین ترشحی لوزالمعده است که در تمایز و رشد یاخته شرکت دارد و شباهت‌هایی با خانوادهٔ بزرگ لکتین نوع سی دارد. بیان ژن «REG3A» در جریان التهاب لوزالمعده و سرطان کبد افزایش می‌یابد.
این مولکول همچنین نوعی باکتری‌کش است که در در روده‌ها ترسح شده و فعالیت ضد باکتری‌های گرم-مثبت دارد. خواص باکتری‌کشی این مولکول از طریق اتصال آن به کربوهیدرات‌های دیوارهٔ پپتیدوگلیکانی باکتری انجام می‌شود.